# 1252 هـ
1252 هـ هي سنة في التقويم الهجري امتدت مقابلةً في التقويم الميلادي بين سنتي 1836 و1837.

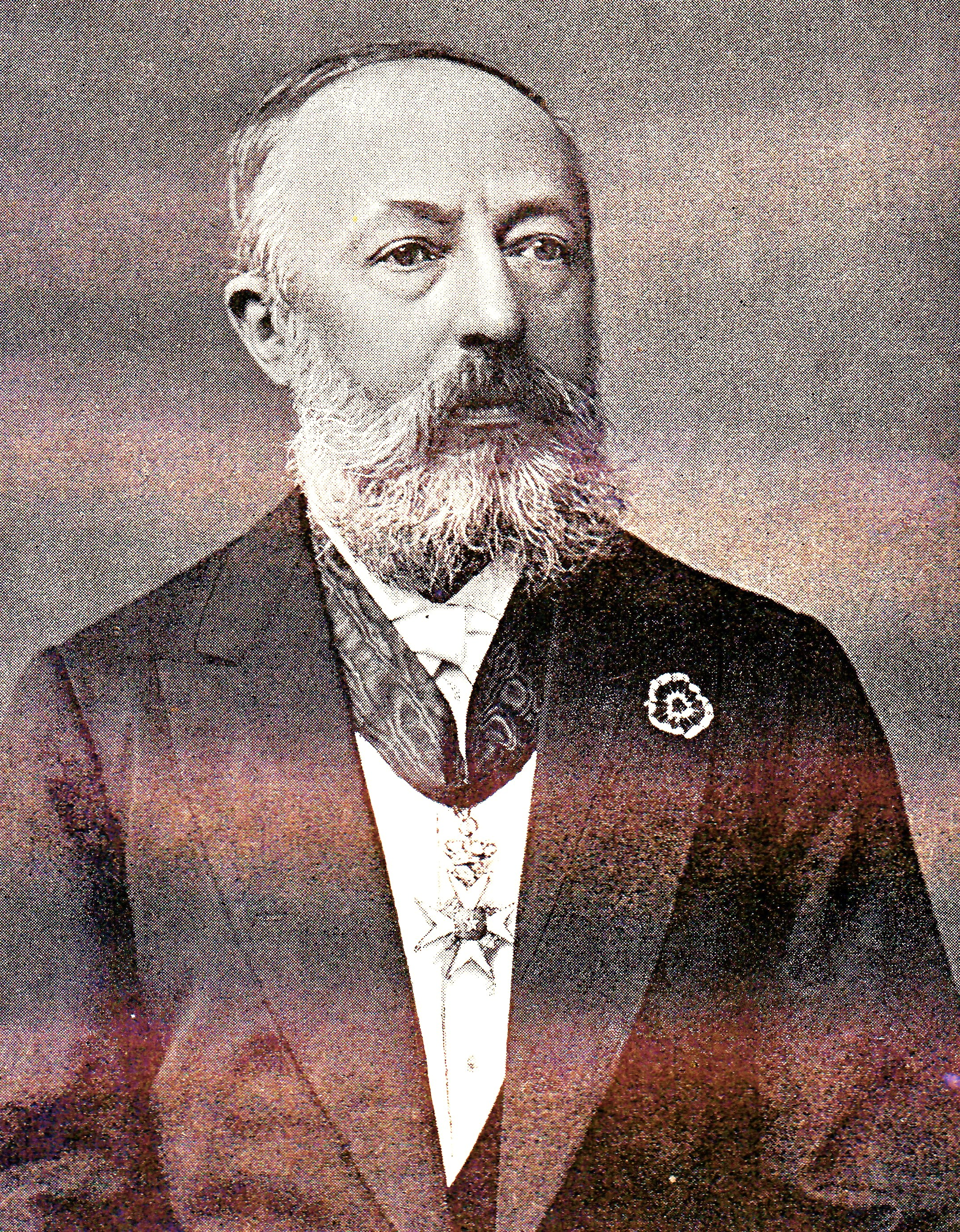
دي خويه

## أحداث
- الأمام فيصل بن تركي يحارب قبيلة حرب ووزارة الحروب تنهيها.

## مواليد
- جمال الدين الأفغاني
- نعمان الألوسي
- أحمد الحضراوي
- دي خويه
- فرانسيسكو كوديرا
- محمد علي الجهاردهي
- نعمان الآلوسي

## وفيات
- إيمانويال جوزيف سياس
- ابن عابدين